# Слободка (Катковский сельсовет)
Слобо́дка (бел. Слабодка) — деревня в составе Катковского сельсовета Глусского района Могилёвской области Республики Беларусь.

## Население
- 1999 год — 61 человек
- 2009 год — 26 человек